# NGC 6604
NGC 6604 ist ein, in das HII-Gebiet Sh2-54 eingebetteter, offener Sternhaufen vom Trumpler-Typ I3p im Sternbild Schlange auf der Ekliptik. Er hat eine Helligkeit von 6,5 mag und einen Winkeldurchmesser von 6 Bogenminuten. Der Haufen ist rund 5.500 Lichtjahre vom Sonnensystem entfernt.
Der noch relativ junge Sternhaufen ist der dichteste Bereich einer „Serpens OB“ genannten Sternassoziation, die insgesamt etwa 100 Sterne der Spektralklassen O und B enthält, unter ihnen der Blaue Überriese HD 167971.
Das Objekt wurde  am 15. Juli 1784 von William Herschel entdeckt.